# Victor Lemonte Wooten
Victor Lemonte Wooten (ur. 11 września 1964 w Hampton) – amerykański muzyk, kompozytor i multiinstrumentalista, znany głównie jako basista.
Grę na gitarze rozpoczął (według jego wypowiedzi) w wieku trzech lat. Trzy lata później występował wraz ze swoimi braćmi przed koncertami takich zespołów jak Curtis Mayfield i War. Później, w latach osiemdziesiątych XX w. spotkał muzyka grającego na banjo – Bélę Flecka i stworzył wraz z nim grupę – Béla Fleck and the Flecktones.
Z Marcusem Millerem, Stanleyem Clarkiem i zespołem współtworzy SMV Trio.
Ma na swoim koncie solowe albumy we współpracy z takimi muzykami jak np. Bootsy Collins.
Jest również nauczycielem i organizatorem warsztatów muzycznych.
Jego styl grania na gitarze basowej cechuje wielka wirtuozeria, opierająca się w dużej mierze na slappingu oraz tappingu. Jednocześnie tworzone przez niego linie i zagrywki basowe cechuje duża melodyjność i otwartość na improwizację, będąca fundamentem jego filozofii grania („granie bardziej z serca, niż techniczne granie z palców”). Wooten jest również jednym z basistów powszechnie stosujących technikę Double-Thumbing.

## Wybrana dyskografia
| Albumy solowe - A Show of Hands (1996) - What Did He Say? (1997) - Yin-Yang (1999) - Live in America (2001) - Soul Circus (2005) - Palmystery (2008) - Words & Tones (2012) - Sword & Stone (2012) Flecktones - Béla Fleck & The Flecktones (1990) - Flight Of The Cosmic Hippo (1991) - UFO Tofu (1992) - Three Flew Over The Cuckoo´s Nest (1993) - Live Art (1996) - Left of Cool (1998) - Greatest Hits Of The 20th Century (1999) - Outbound (2000) - Live At The Quick (2002) - Little Worlds (2003) - The Hidden Land (2006) - Jingle All the Way (2008) |  | Béla Fleck and the Flecktones - Béla Fleck and the Flecktones (1990) - Flight of the Cosmic Hippo (1991) - UFO Tofu (1992) - Three Flew Over the Cuckoo's Nest (1993) - Live Art (1996) - Left of Cool (1998) - Greatest Hits of the 20th Century (1999) - Outbound (2000) - Live at the Quick (2002) - Little Worlds (2003) - Ten From Little Worlds (2003) - The Hidden Land (2006) - Jingle All the Way (2008) - Rocket Science (2011) Vital Tech Tones - Vital Tech Tones (1998) - Vital Tech Tones 2 (2000) Bass Extremes - Cookbook (1998) - Just Add Water (2000) |

## Publikacje
- The Best of Victor Wooten: transcribed by Victor Wooten, Cherry Lane Music, 2003, ISBN 978-1-57560-413-8
- The Music Lesson: A Spiritual Search for Growth Through Music, Berkley Trade, 2008, ISBN 978-0-425-22093-1